# Non è un film (Fiorella Mannoia)
Non è un film è un singolo della cantante italiana Fiorella Mannoia, pubblicato il 16 dicembre 2011 come secondo estratto dal quindicesimo album in studio Sud.

## Descrizione
Il brano è stato realizzato insieme al rapper Frankie hi-nrg mc, autore e compositore dello stesso, e ha un testo volto a criticare il razzismo.
Al brano la Sezione Italiana di Amnesty International e l'Associazione Voci per la libertà - Una canzone per Amnesty hanno conferito il Premio Amnesty Italia 2012 per la sua elevata capacità di sensibilizzare il pubblico in materia di diritti umani.

## Tracce
Testi e musiche di Frankie hi-nrg mc.
1. Non è un film (feat. Frankie hi-nrg mc) – 3:50